# کژویزنا
کژویزنا (به لهستانی:  Krzywizna) یک روستا در لهستان است که در گمینا کلوچبورک واقع شده‌است.